# Platánkérgű szamócafa
A platánkérgű szamócafa (Arbutus x andrachnoides) a hangafélék (Ericaceae) családjába tartozó örökzöld fafaj.
A nyugati szamócafa és a görög szamócafa természetes hibridje. Azokon a területeken él, ahol mindkét faj előfordul. Élénk színű kérge a görög szamócafáéra emlékeztet.

## Származása, élőhelye
Görögország, erdők, cserjések.

## Leírása
Terebélyes, 10 m magasra növő örökzöld fafaj.
A kérge vörösbarna, hosszú, vékony csíkokban hámlik. A levelei tojásdadok, elliptikusak, 10 cm hosszúak, 5 cm szélesek, fogazottak. Felszínük fényes sötétzöld, fonákjuk világosabb, mindkét oldaluk sima.
A virágai csupor alakúak, kicsik, fehérek. Hajtásvégi bókoló fürtjeik hosszú ideig, ősztől tavaszig virítanak. A termése szederszerű, mirigyes, rücskös, 1,5 cm-es húsos, piros.

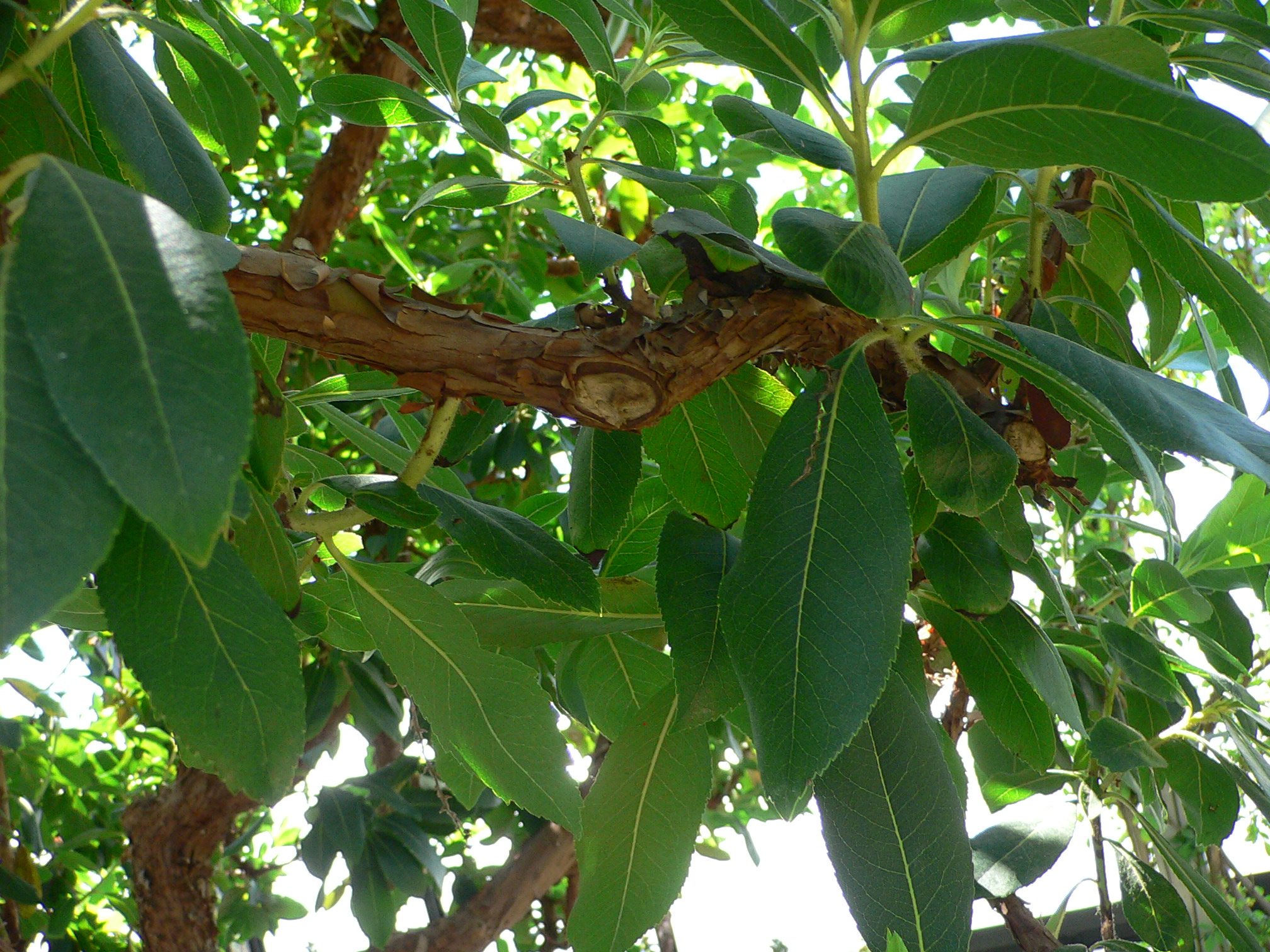
Levelei